# Ginásio Antonio Prado Junior
O Ginásio Antonio Prado Junior é um ginásio poliesportivo localizado no bairro da Jardim América, no município de São Paulo, no estado de São Paulo, Brasil, com capacidade para 1.280 espectadores. 
É palco das partidas de basquete do Basquetebol do Club Athletico Paulistano e de outras modalidades deste clube como, esgrima e voleibol.